# Docear
 (juillet 2017).
Le contenu est difficilement compréhensible vu les erreurs de traduction, qui sont peut-être dues à l'utilisation d'un logiciel de traduction automatique.
 (août 2018).
Docear est ce que ses développeurs appellent une « suite pour littérature académique ». Comparable à Microsoft Office, qui combine plusieurs applications pour le travail de bureau, Docear articule plusieurs applications pour les universitaires. Jusqu'alors, ces applications sont BibTeX pour la gestion des références, cartes mentales et des fonctionnalités de gestion de pdf (surlignage, annotation). À l'avenir, Docear est censé intégrer un traitement de texte, un éditeur de PDF et moteur de recherche académique.
Docear est écrit en Java, sous licence GNU General Public License, et est basé sur les logiciels libres Freeplane et JabRef. Le terme « Docear » a deux significations. D'une part, prononcé de la même façon que « dog ear », il signifie « coin de feuille de papier replié » (corne dans un livre), et d'autre part, docear signifie en latin « je voudrais être enseigné ».
Le développement de Docear fut abandonné en 2018.

## Histoire
Docear est le successeur de SciPlore mindmapping (FreeMind Savant) qui a été développé à l'origine par Joeran Beel et Bela Gipp dans le cadre de leurs doctorats en 2009 à Otto-von-Guericke, Université de Magdebourg et à l'Université de Californie à Berkeley. En juillet 2011, Joeran Beel et ses collègues Stefan Langer et Marcel Genzmehr ont reçu une subvention pour re-développer SciPlore mindmapping, depuis lors appelé Docear. Alors que SciPlore mindmapping est basé sur FreeMind, Docear est construit sur Freeplane et le gestionnaire de référence JabRef. La première version de SciPlore mindmapping a été publiée en mai 2009. La première version Alpha de Docear a été publiée en décembre 2011, la première version Beta publique en février 2012.

## Caractéristiques
Docear a deux caractéristiques principales que n'offrent pas toujours les outils comparables. Tout d'abord, Docear permet d'importer des fichiers PDF avec annotations (signets, commentaires et le texte mis en surbrillance). De cette façon, le plus important de l'information d'un document peut être facilement organisé. Ensuite, toutes les informations sont structurées dans une carte mentale. La gestion de l'Information dans une carte de l'esprit est plus efficace que l'utilisation d'une liste simple.
Les fonctionnalités en détail:
- Intégration de tous les principaux composants nécessaires à la recherche documentaire, organisation et création dans une seule application
  - Moteur de recherche académique / bibliothèque numérique
  - Gestionnaire de référence
  - Gestionnaire de carte mentale
  - MS Word, OpenOffice/LibreOffice, de LaTeX et de add-on*
- Importation et gestion des annotations PDF
  - Signets PDF
  - Commentaires PDF
  - Texte mis en évidence (avec des limites car elle nécessite un lecteur PDF qui copie automatiquement le texte en surbrillance dans un commentaire, actuellement, seuls PDF exchange viewer for desktop et Foxit mobile pour android sont fonctionnels)
- Gestion de l'information dans une carte mentale au lieu de tableaux simples ou social tags
- Utilisation des formats standards dans la mesure du possible (FreeMind/Freeplane XML, BibTeX, Adobe PDF)
- Utilisable à la place ou en complément de l'existant de référence des gestionnaires comme JabRef, Zotero ou Mendeley,
- Gratuit et open source
- Extraction des Métadonnées
- Option d'archivage des Métadonnées directement dans les fichiers PDF (Métadonnées XMP)
- Indépendant de la plateforme (fonctionne sur Windows, Linux et MacOS)
- Espace de sauvegarde en ligne
- Synchronisation de toutes les données entre différents ordinateurs*